# Sunil Kumar (Leichtathlet)
Sunil Kumar (* 10. Oktober 1984) ist ein indischer Leichtathlet, der im Langstreckenlauf antritt.

## Sportliche Laufbahn
Erste internationale Erfahrungen sammelte Sunil Kumar im Jahr 2006, als er bei den Asienspielen in Doha in 13:58,50 min den sechsten Platz im 5000-Meter-Lauf belegte. Im Jahr darauf erreichte er bei den Asienmeisterschaften in Amman mit 14:57,42 min Rang sieben und gewann anschließend bei den Hallenasienspielen in Macau in 8:10,07 min die Bronzemedaille im 3000-Meter-Lauf hinter dem Katari Charles Bett Koech und seinem Landsmann Surendra Singh. 2009 klassierte er sich bei den Asienmeisterschaften in Guangzhou mit 3:49,38 min auf dem fünften Platz im 1500-Meter-Lauf und erreichte nach 29:28,73 min Rang sechs über 10.000 m. Im Jahr darauf siegte er in 14:23,83 min über 5000 m bei den Südasienspielen in Dhaka und sicherte sich in 4:10,57 min die Silbermedaille über 1500 m hinter dem Sri-Lanker Chaminda Indika Wijekoon. Anfang Oktober gelangte er bei den Commonwealth Games in Neu-Delhi nach 14:18,99 min auf Rang 14 über 5000 m und konnte sein Rennen im 10.000-Meter-Lauf nicht beenden. Zudem wurde er beim Chennai-Halbmarathon nach 1:07:17 h Zweiter. Im November nahm er erneut an den Asienspielen in Guangzhou teil und belegte dort in 14:01,76 min den achten Platz über 5000 m. 2015 wurde er beim Allahbad-Marathon nach 2:25:35 h Dritter und 2020 siegte er in 2:27:18 h beim MVP Marathon in Nashik.
In den Jahren 2006 und 2010 wurde Kumar indischer Meister im 5000-Meter-Lauf.

## Persönliche Bestzeiten
- 1500 Meter: 3:46,70 min, 24. Oktober 2009 in Chennai
- 3000 Meter: 8:00,76 min, 19. Juni 2007 in Bangkok
  - 3000 Meter (Halle): 8:10,07 min, 1. November 2007 in Macau
- 5000 Meter: 13:58,50 min, 12. Dezember 2006 in Doha
- 10.000 Meter: 29:28,73 min, 14. November 2009 in Guangzhou
- Halbmarathon: 1:07:17 h, 29. August 2010 in Chennai
- Marathon: 2:25:35 h, 19. November 2015 in Allahabad